# Trypauchenichthys larsonae
Trypauchenichthys larsonae är en fiskart som beskrevs av Murdy 2008. Trypauchenichthys larsonae ingår i släktet Trypauchenichthys och familjen smörbultsfiskar. Inga underarter finns listade i Catalogue of Life.